# Lista de ordens de sauropsídeos
Existem mais de 40 ordens de sauropsídeos, divididos em 4 subclasses.

## SubclasseAnapsida
- Ordem Testudinata (tartarugas e jabutis)

## SubclasseDiapsida
- Ordem Araeoscelidia (répteis diapsidas primitivos similares a lagartos)
- Ordem Avicephala (répteis diapsidas arboricolas do Permiano)
- Ordem Younginiformes (répteis diapsidas extintos dos períodos Permiano e Triássico)
- Ordem Younginiformes (répteis diapsidas extintos dos períodos Permiano e Triássico)
- Ordem Thalattosauria (répteis diapsidas marinhos, não se sabe se são mais próximo dos lepidossauros ou dos arcossauros)
- Infraclasse Ichthyosauria
  - Ordem Ichthyopterigea (ictiossauros, répteis marinhos extintos similares a golfinhos)
- Infraclasse Lepidosauromorpha
  - Superordem Sauropterygia
    - Ordem Placodontia (répteis aquáticos similares a tartarugas mas sem parentesco com estas)
    - Ordem Nothosauroidea (répteis semi-aquáticos extintos)
    - Ordem Plesiosauria (plesiossauros, répteis marinhos extintos)

  - Superordem Lepidosauria
    - Ordem Sphenodontida (tuatara)
    - Ordem Squamata (Cobras e lagartos)
      - Subordem Serpentes (cobras)
      - Subordem Sauria (lagartos)
      - Subordem Amphisbaenia (anfisbenas)
- Infraclasse Archosauromorpha
  - Ordem Prolacertiformes (répteis arborícolas e aquáticos extintos)
  - Ordem Choristodera
  - Ordem Trilophosauria
  - Superordem Crocodylomorpha
    - Ordem Crocodylia (crocodilianos - crocodilos, jacarés e gaviais)
    - Ordem Aetosauria (répteis similares a crocodilianos, porém eram herbivoros terrestres)
    - Ordem Phytosauria (répteis semi-aquáticos similares aos atuais crocodilianos, extintos)
    - Ordem Rauisuchia (répteis similares a crocodilianos, eram carnivóros terrestres, extintos)
    - Ordem Rhynchosauria (répteis herbivoros, parente próximo dos crocodilianos, extintos)

  - Superordem Ornithodira
    - Ordem Pterosauria (pterossauros, répteis voadores extintos)

  - Superordem Dinosauria (dinossauros, grupo formado por duas ordens extintas)
    - Ordem Saurischia (carnívoros como o tiranossauro rex e o velociraptor e herbívoros como o braquiossauro)
    - Ordem Ornithischia (herbívoros como os triceratopes, anquilossauros, estegossauros e parasaurolofos)

## SubclasseArchaeornithes
- Ordem Archaeopterygiformes (arqueopterix)
- Ordem Confuciusornithiformes

## SubclassePaleognathae
- Ordem Struthioniformes (avestruz, casuar, ema, etc)
- Ordem Tinamiformes
- Ordem Lithornithiformes